# Чєрне
Чєрне (словац. Čierne) — село в окрузі Чадця Жилінського краю Словаччини. Площа села 20,84 км². Станом на 31 грудня 2015 року в селі проживало 4419 людей.
В селі розташовані 3 залізничні зупинки.

## Географія
Протікає потік Чадечка.

## Історія
Перші згадки про село датуються 1645 й 1662 роками.

## Населення
| Рік:            | 1994. | 2004.    | 2014.   | 2024.   |
| --------------- | ----- | -------- | ------- | ------- |
| Кількість осіб: | 3925  | 4326     | 4405    | 4438    |
| Різниця:        |       | +10,21 % | +1,82 % | +0,74 % |

| Рік:            | 2023. | 2024.   |
| --------------- | ----- | ------- |
| Кількість осіб: | 4416  | 4438    |
| Різниця:        |       | +0,49 % |